# Domini privat de l'administració
El domini privat de l'administració o béns patrimonials venen definits pel codi civil en el seu article 339 i 340 com aquells que són béns de l'estat i no entren en cap de les dues categories que marca el codi civil per a Domini públic de l'administració.
A nivell de la Generalitat de Catalunya, el decret legislatiu 1/2002 de 24 de desembre,pel qual s'aprova el text refós de la Llei de Patrimoni de la Generalitat de Catalunya defineix el domini privat o patrimonial com aquelles propietats de l'administració que no són directament afectats per l'ús general o un servei públic, els drets derivats de la titularitat d'aquests béns, els drets de la propietat immaterial, els drets reals (servituds, retractes, etc.) i d'arrendament que li pertanyen, així com qualsevol altre dret en cosa aliena, les quotes, parts alíquotes i títols representatius de la participació del capital d'empreses, i qualsevol altre bé del que sigui titular i no sigui domini públic.